# ارتش ملی خلق جمهوری دموکراتیک آلمان
ارتش ملی خلق، ارتش رسمی آلمان شرقی (جمهوری دموکراتیک آلمان) بود. این ارتش رسماً در ۱ مارس ۱۹۵۶ بنیان گذاشته شد. این ارتش ابتدا ارتشی رسمی و داوطلبانه بود اما در ۲۴ ژانویه ۱۹۶۲ نظام وظیفه اجباری اعمال شد. دورهٔ خدمت اجباری حداقل ۱۸ ماه بود و مردان بالغ از ۱۸ تا ۲۶ سال مشمول محسوب می‌شدند. در ۱۹۸۷ این ارتش با حدود ۱۷۵۳۰۰ نفر نیروی مسلح در اوج قدرت خود بود. این ارتش دارای سه نیروی
نیروی هوایی آلمان شرقی و نیروی زمینی آلمان شرقی و نیروی دریایی آلمان شرقی بود.